# Grallaria excelsa
Grallaria excelsa là một loài chim trong họ Grallariidae.